# جان فالنتاين
جان فالنتاين (بالإنجليزية: Jean Valentine)‏ هي بروفيسورة وكاتِبة وشاعرة أمريكية، ولدت في 27 أبريل 1934 في شيكاغو في الولايات المتحدة.